# آیین اسلاوی

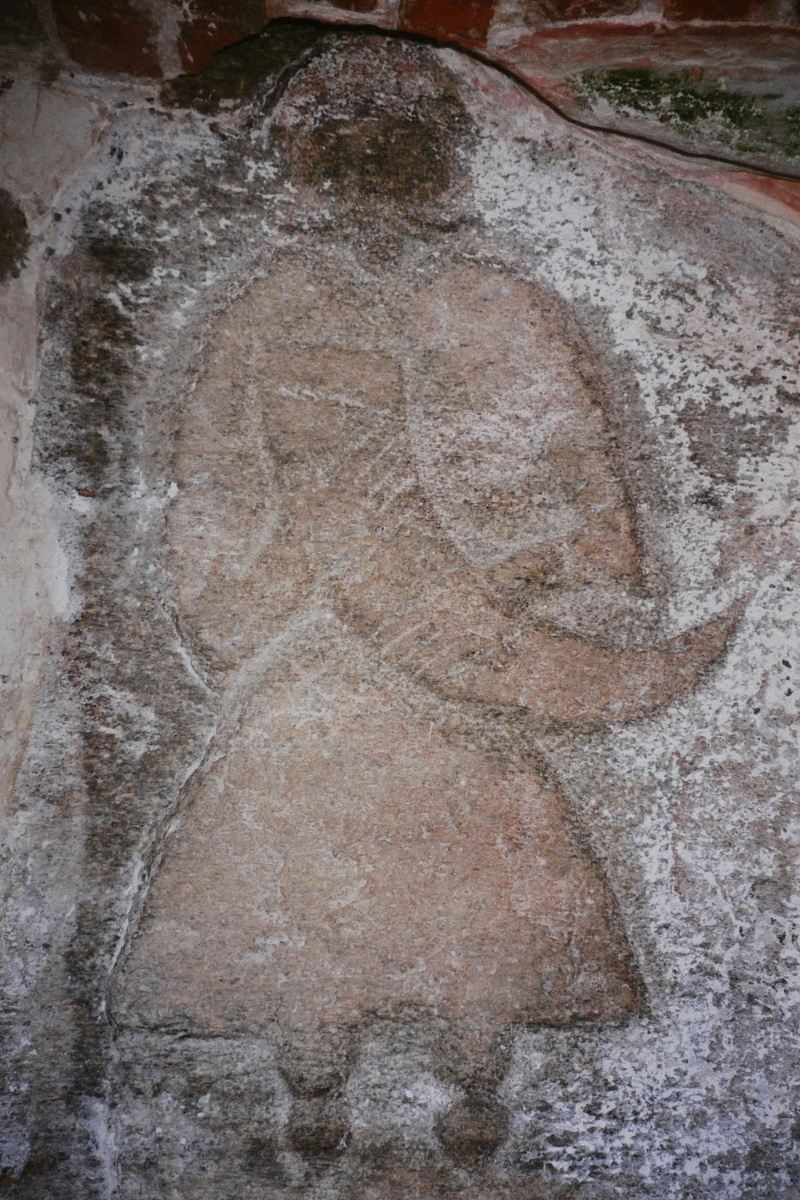
یک کشیش اسوتوید روی سنگی از آرکونا، اکنون در کلیسای النتکیرشن ، به تصویر کشیده شده‌است.

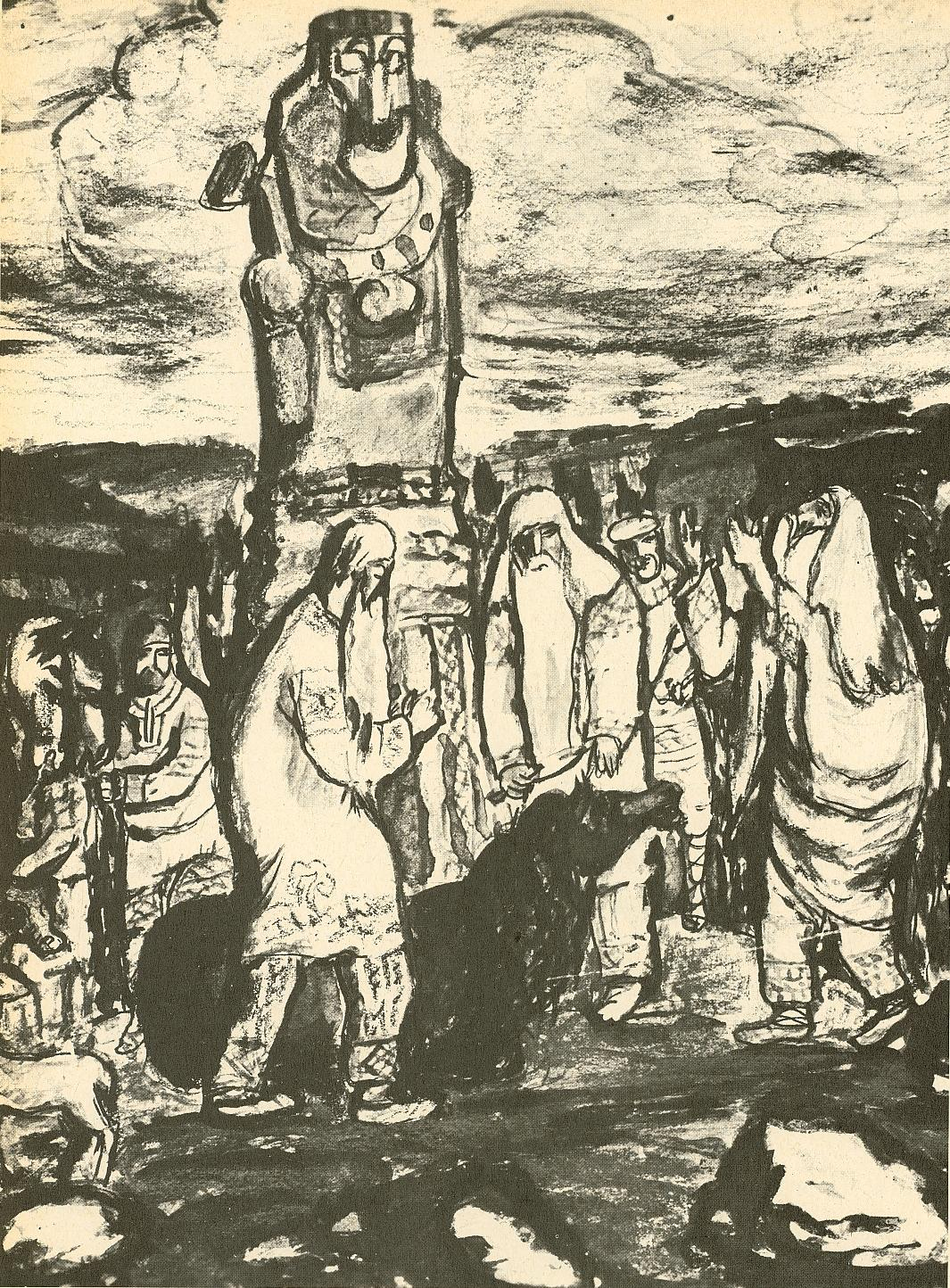
نقاشی مربوط به سال ۱۹۰۰ که ولس را به تصویر می‌کشد

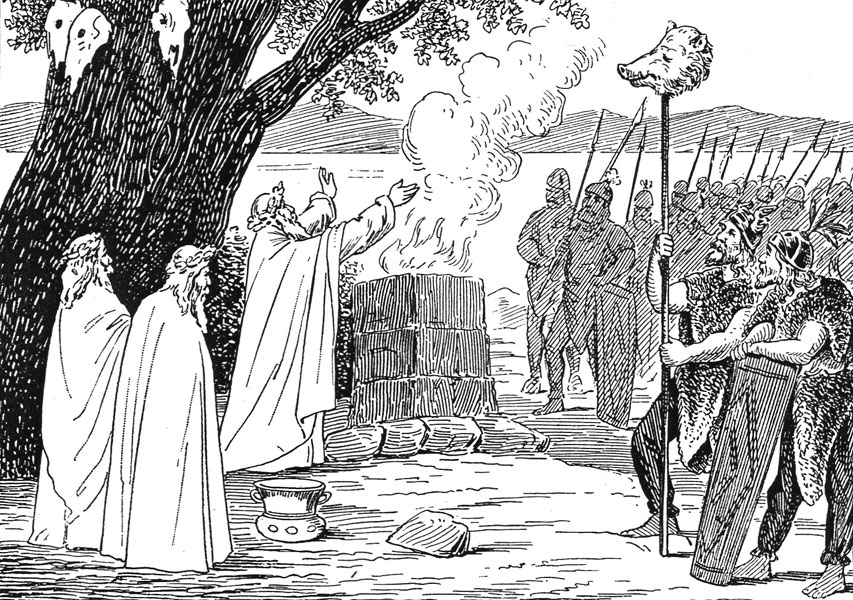
اسلاوها در حال خدمت به خدایان خود، حکاکی چوبی قرن نوزدهم

آیین اسلاوی (به انگلیسی: Slavic Religion) یا پاگانیسم اسلاوی (به انگلیسی: Slavic Paganism)  باورهای مذهبی، اسطوره‌ها و آیین‌های مذهبی اسلاوها پیش از مسیحی شدن، در مراحل مختلف بین قرون ۸ تا ۱۳ میلادی را شامل می‌شود. اسلاوهای جنوبی، که به احتمال زیاد در طی سده‌های ۶ تا ۷ میلادی در شبه جزیره بالکان هم‌مرز با امپراتوری بیزانس از جنوب سکنی گزیدند، در حوزه نفوذ مسیحیت ارتدکس شرقی قرار گرفتند، نظام‌های نگارش زبان‌های اسلاوی (برای اولین بار گلاگولیتیک، و سپس خط سیریلیک) را در ۸۵۵ میلادی توسط برادران پرستار سیریل و متودی و پذیرش مسیحیت را در بلغارستان در ۸۶۳ میلادی شروع کردند. به دنبال آن اسلاوهای شرقی رسماً در ۹۸۸ میلادی و توسط ولدیمیر بزرگ از حکومت روس کی‌یف مسیحیت را اختیار کردند.
بسیاری از عناصر دین بومی اسلاو رسماً در مسیحیت اسلاوی گنجانیده شدند، و علاوه بر این، پرستش خدایان اسلاوی در دین غیررسمی فولک تا دوره‌های مدرن ادامه داشته‌است. مقاومت اسلاوها در برابر مسیحیت باعث ایجاد " تلفیق گرایی خیالبافانه" شد که در واژگان کلیسای قدیم اسلاوونی به عنوان «ایمان مضاعف» تعریف شده بود. از اوایل قرن ۲۰ میلادی، مذهب فولک اسلاوی دچار تجدید سازمان و ادغام مجدد در جنبش «ایمان بومی اسلاو» شده‌است.

## اساطیر اسلاو

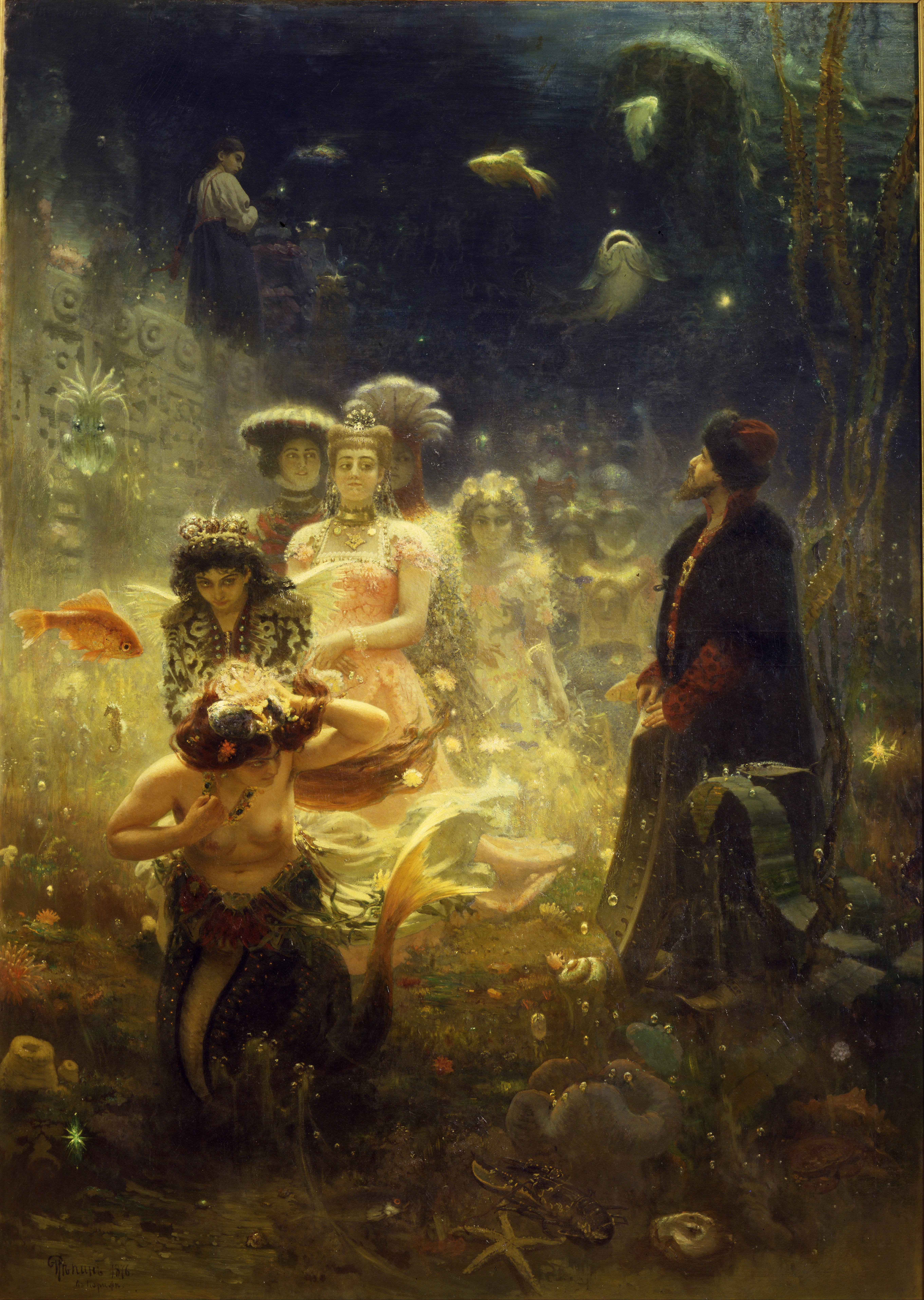
سادکو در در قلمرو پادشاهی زیر آب (۱۸۷۶) اثر ایلیا رپین

جنبه‌های اساطیری دین چندخدایی اسلاوها پیش از مسیحی شدن آن‌ها است. این دین دارای خصوصیات مشترک زیادی با خصیصه‌های نیای هند-اروپایی دین است. دین قدیمی اسلاوی در طول بیش از هزار سال به رشد خود ادامه داده و برخی از بخش‌های آن از دوران نوسنگی و حتی از دوره میان‌سنگی باقی‌مانده‌است. آن‌ها زمین را به عنوان مت‌زاملیا می‌پرستیدند و هیچ معبدی نداشتند؛ آن‌ها آیین‌های خود را در طبیعت انجام می‌دادند.